# Batalla de Minden
En la batalla de Minden se enfrentaron un ejército franco-sajón de 54 000 soldados y 170 cañones con un ejército anglo-hanoveriano de 42 500 soldados y 187 cañones en el marco de la guerra de los Siete Años. Se libró el 1 de agosto de 1759, saliendo victorioso el ejército anglo-hanoveriano al mando del duque Fernando de Brunswick.

## Preludio
En 1756 se produjo un acercamiento anglo-prusiano mediante el Tratado de Westminster, que era una alianza defensiva.
Como respuesta a esta alianza, María Teresa I de Austria consiguió atraer a Luis XV de Francia y a la zarina Isabel I de Rusia a una coalición antiprusiana gracias a la acción diplomática del Príncipe Wenzel Anton Graf Kaunitz.

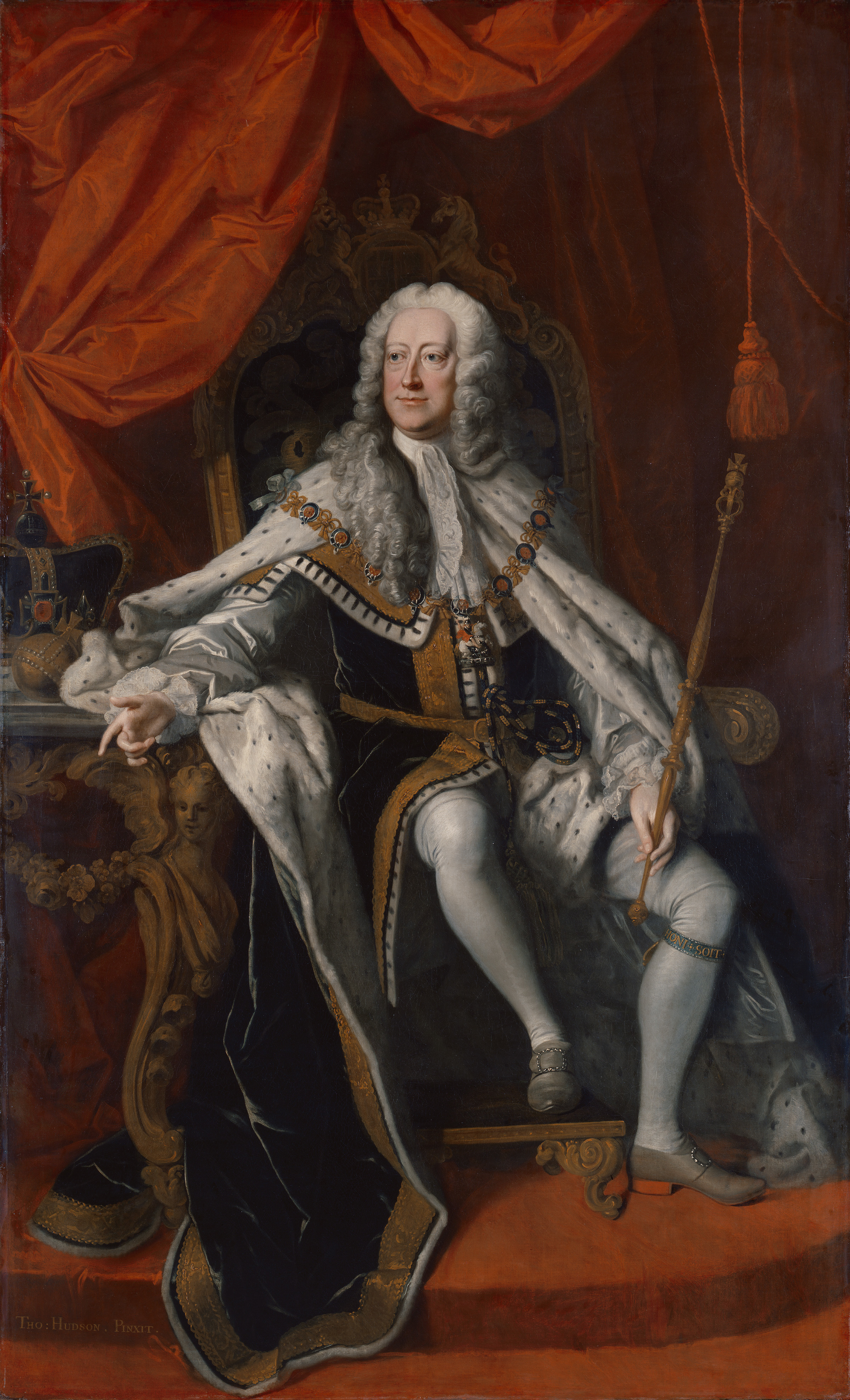
Jorge II de Gran Bretaña. Obra de Thomas Hudson.

Consciente del peligro de la coalición, Federico II de Prusia tomó la iniciativa. El 2 de agosto de 1756 dirigió un ultimátum a Viena pidiendo la confirmación de la renuncia a Silesia. Ante la negativa austriaca, ya esperada por el prusiano, se lanzó contra Sajonia, aliada del Sacro Imperio Romano Germánico y cuyo elector era suegro del Delfín de Francia. Pero el éxito no fue el esperado y los sajones resistieron en la fortaleza de Pirna durante dos meses, hasta que la derrota de un ejército imperial en la batalla de Lobositz volvió insostenible la situación, acrecentando los deseos de Austria, Rusia y Francia de ir a la guerra contra Prusia. Federico II invadió Bohemia en la primavera de 1757, plantándose pronto en Praga. Sin embargo, un ejército de socorro comandado por el mariscal Browne se dirigió en mayo a Praga para levantar el asedio que sufría esta ciudad. Federico II le hizo frente y, pese a la inferioridad y escasez de las fuerzas prusianas, venció tras un combate sangriento en el que pereció el Mariscal Kurt Christoph Graf von Schwerin, amigo del monarca.  
Un mes más tarde, Leopold Joseph von Daun, al frente de otro ejército austriaco, volvió a Praga para auxiliar la plaza. En la batalla de Kolin, Federico II estuvo a punto de caer prisionero. Tras sufrir 14 000 bajas, Federico no tuvo más remedio que abandonar Praga y regresar a Sajonia.
Después del descalabro en la batalla de Kolin y la derrota de las tropas anglo-hanoverianas en la batalla de Hastenbeck ante un ejército francés al mando del mariscal Louis Charles César Le Tellier, duque de Estrées, la situación se puso difícil para Federico. 
Tres ejércitos se dirigían contra él desde el sur, este y oeste. Sin embargo, cuando se veía en dificultades era cuando más destacaba el genio militar prusiano. El 5 de noviembre de 1757 venció a un ejército franco-imperial que amenazaba la región del Saale en la batalla de Rossbach. Un mes después, el 5 de diciembre de 1757 derrotó en Silesia a un ejército imperial en la batalla de Leuthen y el 25 de agosto de 1758 venció a un ejército ruso en la sangrienta batalla de Zorndorf. Tras estas victorias, Federico fue nuevamente derrotado por Daun en la batalla de Hochkirch en octubre de 1758.
Mientras tanto, las tropas anglo-hanoverianas se habían enfrentado a las francesas en la batalla de Krefeld (23 de junio de 1758) con victoria para los anglo-hanoverianos.

## Movimientos previos
Los franceses, con el nuevo gobierno de Étienne François Choiseul, estaban dispuestos a hacer grandes refuerzos para la campaña de 1759. Tomaron la ciudad de Fráncfort del Meno, que convirtieron en el cuartel general de su ejército del sur.
Fernando de Brunswick se propuso desalojarlos de la región y, tras dejar 25 000 soldados para observar al mariscal Louis Georges Érasme de Contades en el Principado de Lippe, marchó rápidamente con 30 000 hombres hacia Bergen, donde encontró un segundo ejército francés al mando de Victor-François de Broglie cerca del río Nidda, un afluente del Rin.
Fernando de Brunswick decidió atacar el 13 de abril de 1759, pero los franceses resistieron bien y un contraataque dirigido al flanco anglo-hanoveriano decidió la batalla de Bergen. Las fuerzas anglo-hanoverianas perdieron 2000 hombres y cinco piezas de artillería. Fernando de Brunswick se vio obligado a volver sobre sus pasos y reunir a su ejército. De Broglie, que había mostrado gran habilidad táctica en la batalla, le perseguía por un lado, mientras que De Contades descendía hacia él intentando cortarle el paso.
Los ejércitos franceses tomaron Kassel, Münster y Minden, y en los últimos días de julio se unieron los dos ejércitos franceses. 
Si no se tomaba una decisión apropiada, parecía plausible que los franceses pudieran ocupar el Electorado de Hannover, por lo que Fernando de Brunswick decidió plantarles batalla.
Marchó en tres columnas a Petershagen y acampó cerca del pueblo de Hille; a su derecha tenía un pantano y a la izquierda el pueblo de Fredewald y los de Nordhemmern y Holthausen al frente. El general Wangenheim, con quince batallones y una brigada de artillería, fue asignado detrás de la aldea de Thornhausen, que fue fortificada. Al coronel Luckner, con los Húsares de Hannover y dos batallones de granaderos, se le envió a Buckeburg, al otro lado del río Weser, para que observara a las tropas comandadas por el duque De Broglie.
Los franceses estaban acampados en una posición defensiva, quedando Minden a su derecha, una empinada pendiente a la izquierda y un pantano al frente. Las tropas francesas tenían que ocupar un espacio de tres kilómetros, mientras que las fuerzas del duque Fernando se extendían unos nueve kilómetros del río Weser a Hille.

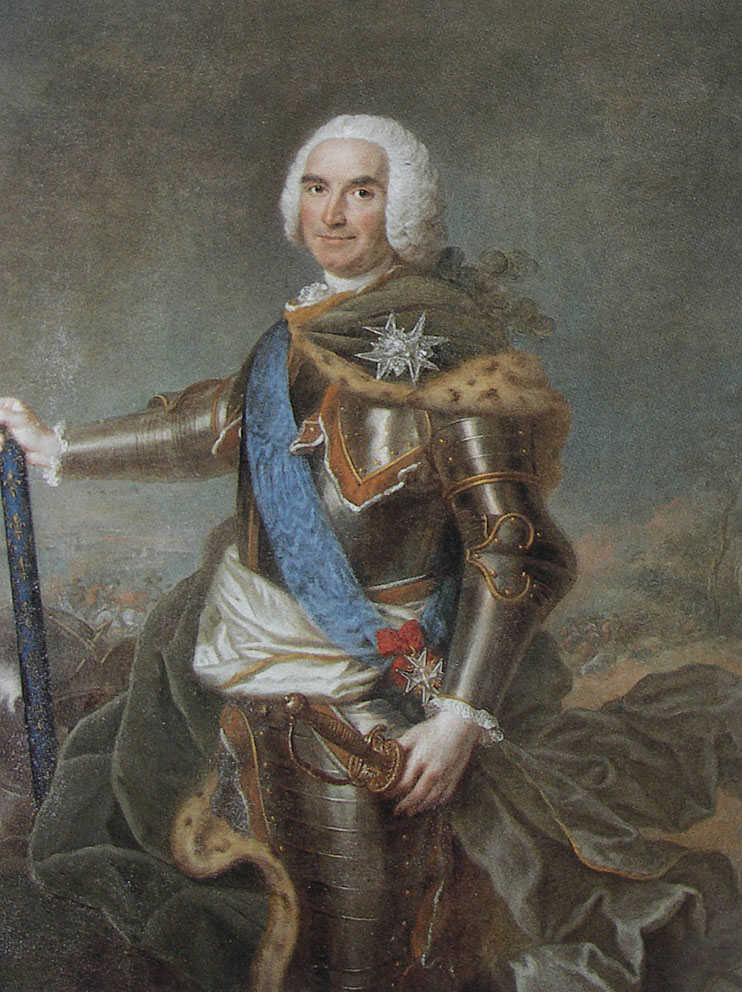
El mariscal Louis Georges Érasme de Contades.

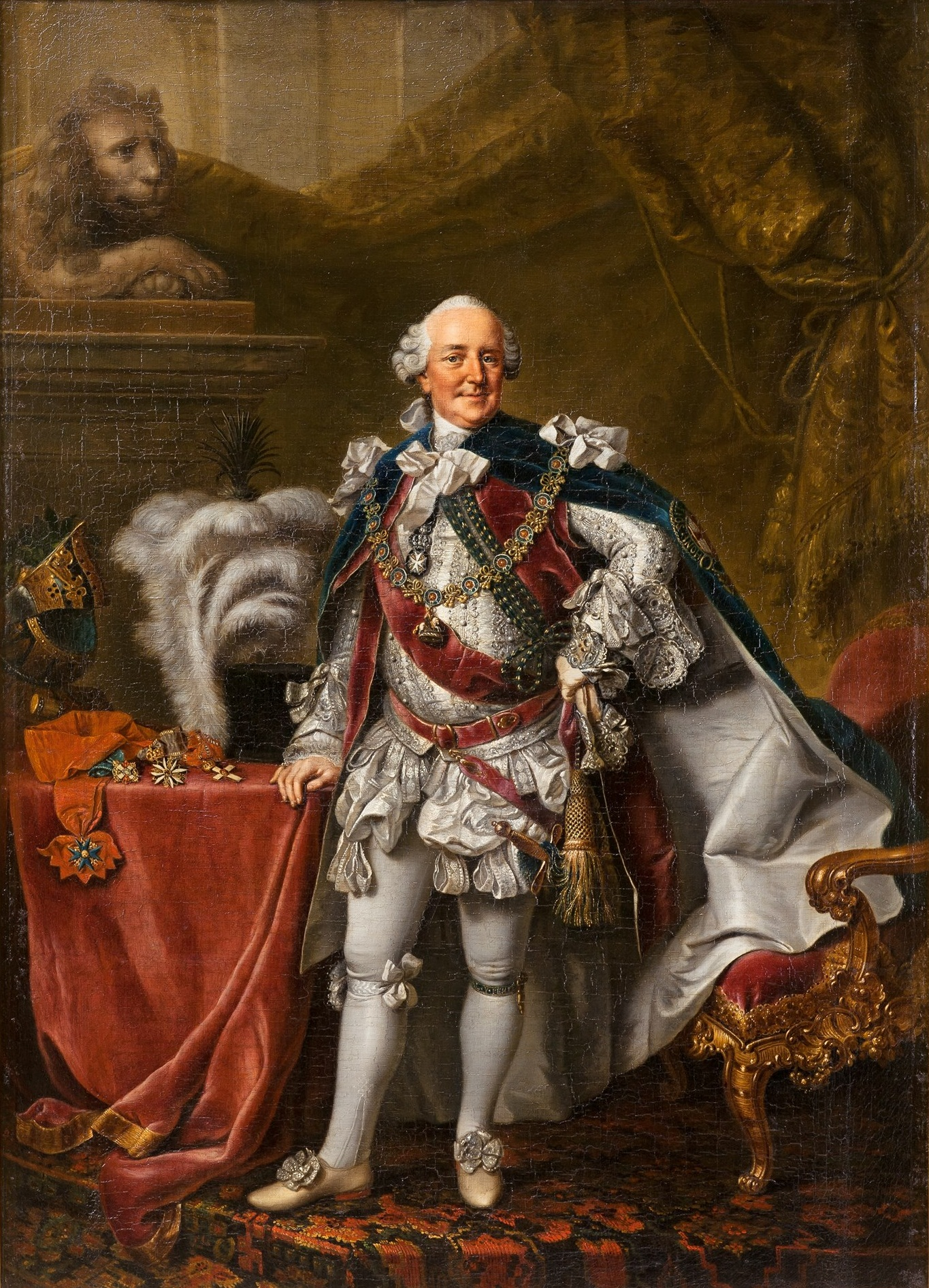
El duque Fernando de Brunswick.

Un ataque por parte de Fernando de Brunswick era una temeridad con pocas esperanzas de éxito, por lo que su objetivo era sacar a los franceses de su excelente posición.
El duque Fernando abandonó su propio campamento a plena luz del día, el 31 de julio, dejando tras de sí a 5000 hombres con la aparente misión de mantener la comunicación con el río.  
El mariscal de Contades, que había tomado el mando del ejército francés, observó a ese regimiento como una presa fácil y el 1 de agosto puso en movimiento a su ejército para capturar a la pequeña fuerza.  
El ejército francés se puso en marcha en ocho columnas, pero al llegar a una pequeña altura cerca de Minden, Contades pudo observar que lo que tenía frente a él era la totalidad del ejército anglo-hanoveriano, ya que la noche anterior Fernando había vuelto sobre sus pasos sin que los franceses pudieran detectar tales movimientos. La retirada de las tropas francesas no parecía fácil y podía repercutir en la moral de la tropa, por lo que De Contades y De Broglie decidieron aceptar la batalla.  
La característica del terreno, que había sido su principal fuerza en la posición anterior, era ahora totalmente perjudicial para las fuerzas francesas, puesto que se encontraban encerrados entre un río y el pantano que anteriormente protegía su frente, por lo que no podían hacer un uso adecuado de su superioridad numérica. Por si todo esto fuera poco, había que añadir que se vieron obligados a mantener un despliegue anormal, dado que la infantería ocupaba las alas y la caballería el centro, un despliegue que recordaba al despliegue francés en la batalla de Höchstädt, en 1704.
Las tropas francesas estaban formadas en un ángulo recto muy amplio desde el nordeste en Hahlen hasta Maulbeerkamp, y giraba bruscamente hacia el este, atravesando Kutenhausen, apoyando su flanco derecho en el río Weser. La fuerza norte estaba a las órdenes de De Broglie, mientras que el flanco derecho lo mandaba De Contades. El centro estaba ocupado por la caballería mandada por el duque Fitz-James.
Las tropas anglo-hanoverianas estaban dispuestas entre Hartum y Stemmer, mientras que von Wangenheim se oponía a De Broglie y George Sackville formaba el flanco derecho.

## La batalla

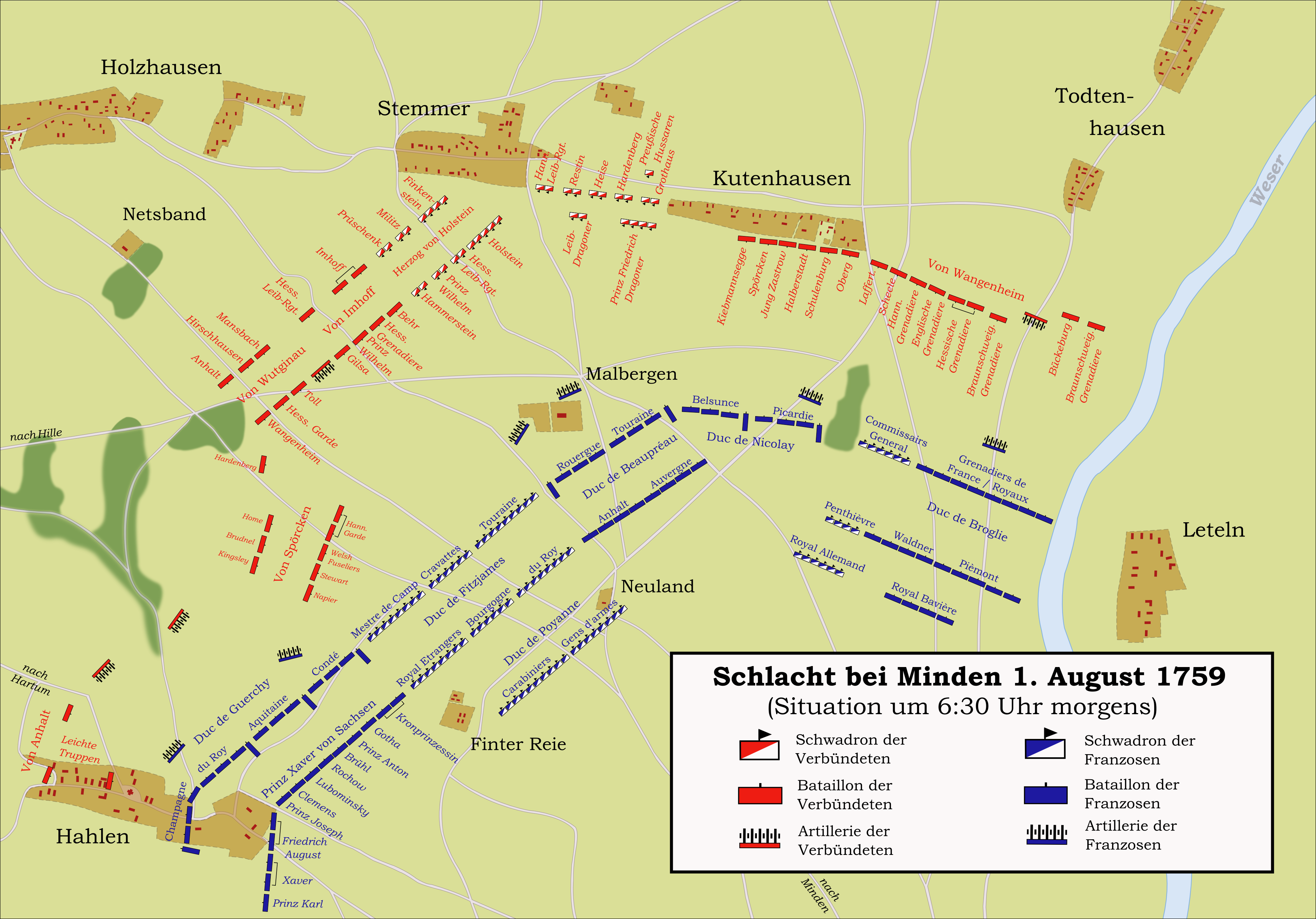
Disposición de las tropas en la batalla de Minden.

A las 5 de la mañana, las fuerzas de von Wangenheim, en el flanco izquierdo anglo-hanoveriano, se enfrentan a las tropas francesas bajo el mando de De Broglie. El combate en esta zona se prolongó durante todo el día y ambos bandos lucharon con igual ferocidad.
A las 7 de la mañana, seis regimientos de infantería británicos y dos batallones de guardias de Hannover, que se encontraban en el flanco derecho anglo-hanoveriano, comandados por von Spörcken, interpretaron mal una orden y avanzaron sin apoyo de la caballería.
Al levantarse la niebla matutina, se descubrió que avanzaban contra el centro francés, por lo que el duque Fernando de Brunswick intentó infructuosamente que se detuvieran.
La caballería francesa, dirigida por Fitz-James, ocupaba el centro y se dispuso a atacar ante el avance de la infantería anglo-hanoveriana.  
Catorce escuadrones de caballería cargaron contra la aislada infantería. La infantería disparó por filas derribando a la primera línea de caballería y haciendo aminorar la marcha de la carga. La segunda línea de caballería intentó esquivar a los soldados y caballos caídos, pero lo único que sucedió es que la carga se desordenó más aún, de manera que los disparos de la segunda línea de infantería causaron numerosas bajas. Aun así, a base de coraje y valor, algunos jinetes llegaron hasta los soldados anglo-hanoverianos, consiguiendo derrotar a las dos compañías de la derecha, pero al no tener vigor la carga, tuvieron que retirarse al reorganizarse la infantería.  
Los franceses decidieron hacer avanzar a otros veintidós escuadrones de caballería, pero se repitieron los mismos hechos. Las salvas por líneas fueron capaces de detener la carga y las bayonetas de la infantería se impusieron. Ante el nuevo fracaso de la caballería francesa, los infantes británicos avanzaron dejando su flanco derecho expuesto a un ataque de la infantería francesa, que intentó rodearlos. Tras diez minutos de intercambio de disparos, la infantería francesa se retiró.
La infantería, al mando de von Spörcken, volvió a ser atacada, esta vez por granaderos, pero el resultado fue similar: retirada de las fuerzas francesas.  

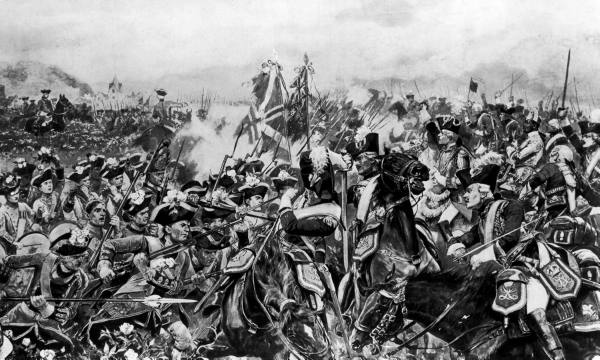
Combate entre la infantería británica y la caballería francesa en la batalla de Minden. Obra de Richard Caton Woodville.

Nuevas fuerzas francesas llegaron contra las tropas de von Spörcken. Se trataba de ocho batallones de suizos y sajones, que se hallaban en el flanco izquierdo, pero ante la situación fueron destinados a detener a las fuerzas de von Spörcken, y trataron de atacarlos por el flanco. Este ataque hubiese sido definitivo, pero Fernando de Brunswick había hecho avanzar la segunda línea, dirigida por Kingsley, y envolvió a la infantería suiza y sajona, masacrándola.
Ante la resistencia de la infantería anglo-hanoveriana, los franceses organizaron una nueva carga. Dieciocho escuadrones de la caballería de élite francesa, considerada la mejor del mundo, cargaron con la intención, no de dar una carga frontal, sino de golpear el flanco izquierdo y la retaguardia de las tropas de von Spörcken.
El choque fue brutal, tras lo que la caballería se replegó para volver a cargar. Pese al valor y el arrojo con que lucharon los jinetes franceses, la infantería se reorganizó y volvió a rechazar el ataque.  
Con la caballería deshecha y su centro abierto, el ejército francés estaba cerca de sufrir un desastre de gran magnitud.
Fernando de Brunswick dio orden a Lord George Sackville, que hasta entonces había permanecido como reserva, para que cargase y abrumase a los franceses en su retirada antes de que pudieran llegar a ningún motivo claro para reagruparse. Sorprendentemente, Sackville no ordenó la carga, alegando que el duque no tenía intención de romper la formación y que las órdenes debían ser erróneas. Fernando, perdiendo la paciencia, envió órdenes al marqués de Granby, que mandaba la segunda línea, y aunque avanzó con celeridad, el tiempo que se había perdido hizo que se desaprovechase esa oportunidad.
El comportamiento de la caballería inglesa contrastó con el de la caballería francesa, que a pesar de estar desecha, aún realizó dos cargas más, ya que quería redimirse y mantener su reputación.
Una primera carga fue dirigida por el conde de Colonia contra la batería anglo-hanoveriana del centro. Esta carga fue fácilmente rechazada y pocos fueron los jinetes franceses que sobrevivieron.
La segunda carga se dirigió contra la caballería pesada de Hannover y sirvió para que las fuerzas de De Contades pudieran retirarse hacia Minden.
En el flanco derecho, la lucha igualada entre De Broglie y von Wagenheim terminó a las 11 de la mañana, ya que las tropas francesas no podían resistir con la mitad del ejército en retirada.

## Consecuencias de la batalla
Las bajas francesas ascendieron a 8000 soldados, también perdieron treinta piezas de artillería y varias banderas, mientras que el ejército anglo-hanoveriano perdió 1300 entre muertos y heridos.
Las tropas francesas fueron expulsadas rápidamente de Kassel, Münster y Marburgo. Fernando de Brunswick no pudo exprimir la victoria porque sus aliados prusianos fueron derrotados en la batalla de Kunersdorf (12 de agosto de 1759) y en la batalla de Maxen (21 de noviembre de 1759) y tuvo que enviar refuerzos a las tropas de Augusto Guillermo de Prusia, pero consiguió su objetivo, expulsar a las fuerzas francesas fuera de Hannover.  
La conducta de Lord George Sackville fue motivo de escándalo y fue sometido a un consejo de guerra. Fue declarado culpable de desobedecer las órdenes del príncipe Fernando y no apto para servir en el ejército.
En Francia, De Contades acusó a De Broglie de haber perdido la batalla por dar comienzo al ataque demasiado pronto. Ambos se acusaron de cobardía y perfidia. Al final, De Broglie, que tenía la victoria de Bergen en su favor, reemplazó a su adversario al frente del ejército francés.